# 100 BPM
100 bpm – wydany w 2003 roku album rumuńskiego zespołu Akcent.

## Lista utworów
1. "Intro"
2. "Buchet de trandafiri"
3. "O rază de iubire"
4. "Azi plâng numai eu"
5. "Interludiu"
6. "O ploaie de lacrimi"
7. "Suflet pereche"
8. "Interludiu"
9. "Durere fără sfarșit"
10. "Mi-ești dragă"
11. "0721 Akcent"
12. "Nu refuza dragostea"
13. "Când vine seara"
14. "Interludiu"
15. "Buchet de trandafiri" (UNU' remix)
16. "Rază de iubire" (UNU Club Remix)